# شامبل
شامبل هي بلدية فرنسية تقع في إقليم لوار التابع لمنطقة أوفيرن-رون ألب ب فرنسا.